# Allitteration
Allitteration, bogstavrim eller stavrim er et stilistisk virkemiddel, hvor samme trykstærke konsonant indleder to ord, eller blot to trykstærke stavelser i hver sit ord. Bogstavrim benyttes gerne i avisoverskrifter eller reklamesloganer. I ældre germansk tradition rimer også alle trykstærke vokaler på hinanden, som i det følgende eksempel “ager og eng".
Bogstavrim er et nordisk og germansk stiltræk fælles for lærd og folkelig stil, for prosa og poesi, og er ældre end bogstavskrift. Aller mest udbredt var det i lovsproget som holdepunkt for hukommelsen: acr oc eng/"ager og eng"; engum manne til meins/"ingen mand til mén"; til fjallz sem til fioru/"til fjelds som til fjords".
Bogstavrim kendes helt fra urnordisk som i indskriften på hvæssestenen Strømsbrynet fra Hitra fra tidligt 600-tal: wate hali hino horna (= "væde skal hvæssesten hornet", dvs "hornet [som hvæssestenen blev båret i] skal væde hvæssestenen"). Bogstavrimet var af afgørende betydning i skjaldedigtene.

## Allitterationer i daglig tale
I dagligdags vendinger kendes allitteration fra udtryk som "stor og stærk", "mangt og meget", "nød og næppe", "skrig og skrål", "fare på færde", "bod og bedring", "helt og holdent", "klappet og klart", "fra første færd", "ved sine fulde fem", "fiks og færdig", "langt om længe", "til punkt og prikke", "i fyr og flamme", "først og fremmest", "nul og niks", "vælge og vrage", "sol og sommer", "synd og skam", "lukket og låst", "med mand og mus", "på rad og række", "rask og rørig", "ret og rimeligt", "pænt og pynteligt", "med list og lempe", "med lys og lygte", "pomp og pragt", "fra hus og hjem", "holde tand for tunge", "fri og frank", "stort og småt", "i den store stil", "tabe mund og mæle", "bastet og bundet", "over stok og sten", "ve og vel", "takt og tone", "i nattens mulm og mørke", "med brask og bram", "spot og spe", "i stumper og stykker", "bulder og brag", "fra sans og samling", "på bar bund", "på den grønne gren", "med hud og hår", "uden mål og med", "dagens dont", "i dyre domme", "pot og pande", "på bedste beskub", "spinke og spare", "stå i stampe", og "til syvende og sidst".

## Allitteration i personnavne
Franz Ferdinand er et kendt eksempel.
Allitteration blev anvendt i indoeuropæiske toleddede personnavne. På runestenen i Istaby i Blekinge står, at stenen blev rejst af hathuwulafaR haeruwulafiR, på moderne dansk "Hathulv, søn af Hiorulv", hvor altså far og søn bar navne med leddet -wulafaR (-ulv) i sig. Stavelsen -hath stammer fra indoeuropæisk -*katu (= kamp) og udgør første led i Caturix (den gæliske krigsgud) og norrønt Hathulv.
Et dominerende princip i germansk navngivning var skikken med, at barnet fik det ene led af sin fars (sjældnere en anden slægtnings) navn. Tacitus omtaler to brødre, der var høvdinge hos cherusker-stammen - Inguiomerus og Segimerus, hvor det fælles efterled åbenbart stammer fra deres fars navn. Leddet segi- stammer fra indoeuropæisk *segho- (= sejr) og genkendes i oldindisk Saha-jah, gælisk Segovesus, og som leddet Sig- i nordiske navne som Sigbjørn og Sigrid.
Den samme type allitteration ses på Snoldelevstenen, der blev rejst for Gunwald, søn af Roald, thul (vismand) i Salløv. Roald tilsvarer det højtyske Hrodowald, men i norrønt forsvandt w'en tidligt fra navnet.
På Bornholm findes Bodilsker-runestenene: Økil er far til Alfkil og Thorkil, mens Isbjørn er far til Frøbjørn. 
Hildebrandslied, nedskrevet i 830-tallet, handler om Hildebrand, søn af Heribrand, og Hadubrand, søn af Hildebrand.